# Kostjantyn Schkolnyj
Kostjantyn Wolodymyrowytsch Schkolnyj (ukrainisch Костянтин Володимирович Школьний, wiss. Transliteration Kostjantyn Volodymyrovyč Školʹnyj; * 3. Februar 1961 in Lwiw) ist ein ehemaliger sowjetischer Bogenschütze.
Schkolnyj nahm an den Olympischen Spielen 1988 in Seoul teil; er wurde im Einzel 20. und erreichte mit der sowjetischen Mannschaft Rang 5.
Er startete für Dynamo Lviv.
1993 war Schkolnyj Weltmeisterschafts-Vierter.